# 王立岩
王立岩（1962年—），中国人民解放军火箭军中将。
曾任第二炮兵司令部副部长、第二炮兵工程大学士官职业技术教育学院院长。2012年，任第二炮兵54基地副总工程师。2014年7月，任海军南海舰队副参谋长（挂职）。后任火箭军55基地参谋长等职。2019年，任中央军委办公厅副主任。2021年8月，任中央军委联勤保障部队司令员。2024年10月，调任火箭军副司令员。
2013年12月晋升少将军衔，2021年8月晋升中将军衔。
2022年10月在中国共产党第二十届全国代表大会上当选候补中央委员。